# ドミニオン (カードゲーム)
ドミニオン (Dominion) は、アメリカのボードゲーム（カードゲーム）。作者はドナルド・X・ヴァッカリーノ。2008年秋にアメリカのリオグランデゲームズ社より発売され、日本では2009年にホビージャパンが完全日本語版を発売している。

## 概要
各プレイヤーは小国の領主として自分の領土を拡張していき、最終的に最も多くの領地（得点）を手にしたプレイヤーの勝利である。プレイ人数は2～4人（拡張セットによって6人まで）。
プレイヤーの領地がデッキという形で表現され、プレイヤーは場に準備された山札から任意のカードを購入しデッキを構築していく事で領地を拡張する。このカードの購入とデッキの構築プロセスそのものが、ゲームプレイの主軸に据えられている点が、本作最大の特徴となっている。
多彩な効果を持つ王国カード（初版の基本セット25種類・拡張セットを含めると260種類以上）の組み合わせによって、トレーディングカードゲームのような戦略の多様性を持ちつつも、1回のゲームで使用する王国カードを10種類と限定している。これによって、過度の複雑性を排除しながら、プレイの度に大きく展開の異なる新鮮なゲームプレイを実現している。
プレイにあたって使用されるのは、あくまでセット内に収録されているカードのみであるため、一般的なトレーディングカードゲームにみられる、強さを求めるとより多くの金銭負担を強いられるという欠点が排除されている。また、拡張セットを購入する事によって、プレイの幅を広げる事が出来る。
現在では、全世界で19の言語で30万部以上を売り上げるなど商業的成功を収めている。2009年のドイツ年間ゲーム大賞、ドイツゲーム大賞、アラカルト・カードゲーム賞においてグランプリを受賞し、史上初となるドイツゲーム3冠を達成した。また、本作の成功によって無数のフォロワーが生まれ、デッキ構築のギミックを取り入れたボードゲームが次々と登場するようになった。
日本では、2009年4月にホビージャパンより40周年記念商品として日本語版の基本セットが発売された。その後も、英語版の発売よりしばらくして、日本語版の発売がなされている。

## ルール
準備として、場に
- 銅貨（1金）・銀貨（2金）・金貨（3金）の「財宝」（コイン）カード
- 屋敷（1点）・公領（3点）・属州（6点）の「勝利点」カード
- -1点の「呪い」カード
- 10種類の王国カード

の山を置く。
王国カードとは、基本カード（銅貨、屋敷、属州、呪い、ポーション、植民地など）以外のカードほぼすべてのことをいう。この10種類の王国カードの選び方によって、多様なゲーム展開を見せることになる。
基本カードの山の枚数はプレイ人数によって異なる。また、拡張セットを混ぜるときは、基本カードとしてポーション、白金貨、植民地などを追加で置くことがある。
各プレイヤーは銅貨を7枚、屋敷を3枚受け取り、山札として使用する。この10枚からなる山札から、全員が5枚の手札を引いてゲームを開始する。
ドミニオンでは、銅貨7枚を元手に任意のカードを購入・獲得することで、デッキを構築していくことになる。購入・獲得したカードは捨て札に置かれ、すぐに利用することはできない。ターンの終了時、使ったカードや余った手札はすべて捨て場に捨てて、新たに山札から5枚引いて手札とする。山札がなくなると、捨て札をすべて切り混ぜて新たな山札とする。このような流れにより得たカードは山札に取り込まれ、各自の思惑によって獲得された構成でデッキが構築されてゆく。
各プレイヤーの手番で行えることは以下の3つで、ABCによって表すことができる。各手順を終了したら、他のプレイヤーに手番を渡す。ABCのそれぞれは独立したフェイズであり、購入フェイズの後にアクションフェイズに戻るようなことはできない。
- Action - 手札にあるアクションカードを使用できる。アクションカードにはそれぞれ能力がある。アクションカードを場に出すことで、書かれている効果を上から順に処理していく。アクションを使えるのは1ターンに1回までだが、カードの効果によって、追加のアクションを行うこともできる。手札の枚数を増やしたり、お金を生み出したりするアクションカードもある。
- Buy - 手札の財宝カードを場に出すことで、お金が生み出される。各カードにはそれぞれ値段（コスト）が設定されており、コスト分のお金を消費することで、場にあるカードを購入できる。購入により獲得したカードは捨て札に置く。購入に使用されなかった分の、アクションや財宝により発生したお金はターン終了時に消える。購入は1ターンに1回までだが、カードの効果によって、追加の購入を行うこともできる。
- Cleanup - このターン使用したことで場に出ているカード、及び手札のカードを全て捨て札に置く。その後、山札から5枚のカードを引き手札とする。山札がなくなり引けなくなった場合は捨て札をシャッフルし、山札にして残りを引く。

最終的には、場の属州のカードの山か、その他のカードの山の3つが無くなった時点でゲームを終了する。このとき各プレイヤーのデッキに含まれる勝利点の合計を計算し、最も勝利点の高いプレイヤーの勝利となる。拡張セットの植民地も属州と同様に無くなった時点でゲームを終了する。

## 使用するカード
基本セットにおいては、カードはアクションカード・財宝カード・勝利点カード・呪いカードの4種類がある。
アクションカードは使用することで、様々な効果を発揮するカードである。その多彩な効果により、ゲームプレイに貢献する。
財宝カードは場にあるカードを購入するのに必要な、お金を生み出すカードである。最初に銅貨7枚がプレイヤーに与えられ、そこから様々なカードを購入することで、デッキを構築していく。
勝利点カードは領土を示し、最終的な勝敗を決める勝利点を持つカードである。ゲーム終了時に、勝利点の合計が最も多いプレイヤーが勝者となる。ほとんどの勝利点カードには何の効果もなく、ゲーム中は役に立たない。
呪いカードはマイナスの勝利点を持つカードである。何の効果もなく、他プレイヤーに獲得させることは攻撃になる。
「アクション - アタック」のように、「アタック（相手を攻撃する）」「リアクション（特定の状況に反応する）」「持続（数ターンにわたり効果を及ぼす）」といった要素を持つカードが存在する。同様に「財宝 - 勝利点」のようなカードも存在する。
拡張セットに含まれるカードには、購入フェイズでは獲得できず特定の条件を満たした場合のみ獲得できるカード、基本カードの代わりとして所持するカード、10種類の王国カードとは別に場に配置されゲームに影響を与えるカードなどもある。これらのカードは、次項では「その他のカード」として記す。

### 主なカード
()内はカードのコストを表す。
財宝カード（例）
- 銅貨(0) - 1金。基本カード。
- 銀貨(3) - 2金。基本カード。
- 金貨(6) - 3金。基本カード。
- 白金貨(9) - 5金。基本カード。（拡張セット：繁栄）
- ポーション(4) - 1ポーション。基本カード。（拡張セット：錬金術）
- 銀行(7) - このカードを使った時点での、このカードも含めた場に出ている財宝カード1枚につき、1金。（拡張セット：繁栄）

勝利点カード（例）
- 屋敷(2) - 1点。基本カード。
- 公領(5) - 3点。基本カード。
- 属州(8) - 6点。基本カード。
- 植民地(11) - 10点。基本カード。（拡張セット：繁栄）
- 庭園(4) - ゲーム終了時のデッキを構成するカード10枚につき、1点。（基本セット）
- 公爵(5) - ゲーム終了時の獲得した「公領」1枚につき、1点。（拡張セット：陰謀）

呪いカード
- 呪い(0) - -1点。基本カード。

アクションカード（例）
- 堀(2) - リアクションカード。相手のアタックカードの自分への影響を無効化できる。（基本セット）
- 礼拝堂(2) - 自分の手札のカードを4枚まで廃棄する。廃棄したカードは場の廃棄置き場に送られ、基本的にはゲーム終了まで使用しない。不要なカードを廃棄することで、より有用なアクションカードや財宝カードをデッキから引く可能性を高められる。（基本セット）
- 村(3) - アクションカードの使用回数を2回増やす。さらにカードを1枚引く。（基本セット）
- 鍛冶屋(4) - カードを3枚引く。（基本セット）
- 魔女(5) - アタックカード。他のプレイヤーに呪いカードを1枚獲得させる。（基本セット）
- 寵臣(5) - アタックカード。2金のコインを得るか、相手を巻き込んで手札を交換する。（拡張セット：陰謀）
- 策士(5) - 持続カード。使用時に手札をすべて捨て札にする。次のターンの開始時にカード5枚を引き、アクション使用回数、購入可能カード数も1ずつ追加される。（拡張セット：海辺）
- 支配(6+ポーション) - 自分のターンの終了後、追加の1ターンを得る。追加ターンでは、左隣のプレイヤーの手札を見て、好きに操作できる。（拡張セット：錬金術）
- 宮廷(7) - 手札のアクションカード1枚の効果を、3回続けて発動できる。（拡張セット：繁栄）
- 移動動物園(3) - 手札の内容が全て異なるカードなら、3枚カードを引く。（拡張セット：収穫祭）
- 国境の村(6) - 使用すると「村」の効果。このカードを獲得した時、このカードよりコストの低いカード1枚を獲得する。(拡張セット：異郷)
- 要塞(4) - 使用すると「村」の効果。このカードを廃棄置き場に送るとき、代わりに手札に入れる。(拡張セット：暗黒時代)
- 広場(4) - 使用すると「村」の効果。さらに財宝カード1枚を捨て札にすると、コイントークン1個を獲得する。コイントークンは好きなときに、1個消費につき1金と同等に扱える。(拡張セット：ギルド)
- 複製(4) - リザーブカード。使用時に場の酒場マットの上に置く。コスト6以下のカードを獲得時にこのカードを呼び出すと、獲得したカードをもう1枚獲得できる。(拡張セット：冒険)
- 市街(8負債) - アクションカードの使用回数を2回増やす。さらに手札を公開し、含まれるアクションカードと同数のカードを引く。(拡張セット：帝国)
- 恵みの村(4) - 使用すると「村」の効果。このカードを獲得時に祝福カードを1枚公開し、その効果を即時、または次のターンの開始時に適用する。(拡張セット：夜想曲)

その他のカード（例）
- 名馬(0相当) - アクションカード「馬上槍試合」の効果で得られる褒賞カードのひとつ。「カードを2枚引く」「アクションを2回追加」「お金を2金獲得」「『銀貨』を4枚獲得し、山札と捨て札をリセット」のうち2つの効果を実行する。（拡張セット：収穫祭）
- 草茂る屋敷(1相当) - ゲーム開始時に「屋敷」の代わりに所持する避難所カードのひとつ。このカードを廃棄するとき、カードを1枚引く。(拡張セット：暗黒時代)
- チャンピオン(6相当) - トラベラーカードのひとつで、「騎士見習い」が成長した最終形である持続カード。ゲーム終了時まで相手からのアタックを無効化し、無限にアクションカードを使用できる。(拡張セット：冒険)
- 探険(3) - 王国カードとは別に用意されるイベントカードのひとつ。クリーンアップフェイズで引くカードの枚数を2枚増やす。(拡張セット：冒険)
- 博物館(コスト無し) - 王国カードとは別に用意されるランドマークカードのひとつ。得点計算時、所持する異なる名前のカード1枚につき2勝利点を得る。(拡張セット：帝国)
- 修道院(2) - 「拡張セット：夜想曲」にて採用される夜フェイズのみ使用可能な夜行カードのひとつ。このターンに獲得したカード枚数まで、自分の手札のカードか場にある「銅貨」を廃棄できる。(拡張セット：夜想曲)
- 大地の恵み(コスト無し) - 幸福の要素を持つアクションカードの効果で、ランダムに良い影響をもたらす祝福カードのひとつ。財宝カード1枚を捨てると、コスト4以下のカードを獲得できる。(拡張セット：夜想曲)
- 羨望(コスト無し) - 不運の要素を持つアクションカードの効果で、ランダムに悪い影響をもたらす呪詛カードのひとつ。1ターンの間、対象プレイヤーの「銀貨」と「金貨」が1金しか生まなくなる。(拡張セット：夜想曲)

## シリーズ作品
ドミニオン (Dominion)
ドミニオンの基本となるセット。25種類の王国カードに加え、3種類の財宝カード、3種類の勝利点カード、呪いカードで構成されている。
初心者向けセットということで、効果が比較的単純で扱いやすい王国カードが多い。
ドミニオン：基本カードセット (Dominion:Base Cards)
11種類の基本カードのみで構成され、王国カードが入っていないセット。
ドミニオン：陰謀 (Dominion:Intrigue)
拡張セット第1弾。基本セットと同様に基本カードが入っており、陰謀単体でプレイできる、独立型拡張セット。新規王国カードが25種類入り。
テーマは「選択」と「効果付き勝利点カード」。複数の選択肢から効果を選んで発動するカードや、アクションや財宝としての効果を持つ勝利点カードが登場。
ドミニオン：海辺 (Dominion:Seaside)
拡張セット第2弾。領主たちは交易で利益を得るために海の向こうへ乗り出した。新規王国カードが26種類入り。
テーマは「次のターン」。“持続”カードが登場。マットやトークンが導入され、山札の一部を廃棄することなく隔離できるようになった。
ドミニオン：錬金術 (Dominion:Alchemy)
拡張セット第3弾。アカデミックな雰囲気のカードが多い。新規王国カード12種類に加え、新たな基本財宝カード「ポーション」登場。
ポーションをコストに持つ王国カードは購入しづらいが、そのぶん強力でユニークな効果を持つ。
ドミニオン：繁栄 (Dominion:Prosperity)
拡張セット第4弾。領主たちは世界中に進出して富を得た。新規王国カード25種類に加え、基本カードに「白金貨」「植民地」登場。
テーマは「富」と「繁栄」。「白金貨」「植民地」などを始めとした、高額かつ強力なカードが多い。「勝利点トークン」・「効果付き財宝カード」システムが登場。
ドミニオン：収穫祭 (Dominion:Cornucopia)
拡張セット第5弾。巨万の富を成した領主達の村は収穫の時を迎え、豊穣を祝う領民たちで祭りを行う。新規王国カードが13種類入り。
テーマは「多様性」。デッキが多彩であるほど力を発揮するカードや、「属州」を駆使して“褒章”を獲得するカードなどが登場した。
ドミニオン：錬金術&収穫祭 デュアルセット (Dominion:Alchemy & Cornucopia)
小型の拡張セットである「ドミニオン：錬金術」と「ドミニオン：収穫祭」を同梱したセット。
ドミニオン：異郷 (Dominion:Hinterlands)
拡張セット第6弾。まだ見ぬ世界の土地や人々に思いをはせた領主たちは、ついに世界の最果ての地にたどり着く。新規王国カードが26種類入り。
テーマは「獲得時効果」と「手札の洗練」。獲得した瞬間に効果を発揮するカードや、捨て札に関わる効果を持つカードなどが登場した。
ドミニオン：暗黒時代 (Dominion:Dark Ages)
拡張セット第7弾。国は荒れ賊が跋扈する時代、領主たちは安全で住みよい場所を求めて移住する。新規王国カードが35種類入り。カード枚数500枚は、従来で最大の拡張セットとなる。
テーマは「廃棄」。廃棄した瞬間に効果を発揮するカードや、デッキ容量を圧迫する「呪い」に準ずるカード、1枚ずつ異なる王国カードで構成される「騎士」の山札などが登場した。
ドミニオン：ギルド (Dominion:Guild)
拡張セット第8弾。領主たちは様々な技を学んで「ギルド（職人の同業者組合）」に加わり、商売に励む。新規王国カードが13種類入り。
「コイントークン」を獲得できるカードが多く、購入時に追加のコストを払うことでさらに強力な効果を得ることができるカードなどが登場した。
ドミニオン：冒険 (Dominion:Adventures)
拡張セット第9弾。人生が先細りとなってきた領主たちは、さらなる栄華を求めて冒険へと旅立つ。新規王国カード30種類に加え、王国カードとは別に用意され、購入権のコストを支払うことで効果を発揮するイベントカード20種類が登場。
一旦場に保管し、任意のタイミングで発揮できる効果を持つ“リザーブ”カード、場から捨て札にするときに指定されたカードと交換し、最終的には絶大な効果を持つカードに成長する“トラベラー”カードなどが登場した。
ドミニオン：帝国 (Dominion:Empires)
拡張セット第10弾。領主たちは栄華を極め、皇帝としての生活を送りつつ、さらなる領土の征服を目指す。新規王国カード36種類、新規イベントカード13種類に加え、得点計算のルールやプレイ中に勝利点を得る方法を追加するランドマークカード21種類が登場。
獲得時に負債を負い、購入フェイズで返済するカード、前半と後半で異なる2種類の王国カードで構成される山札などが登場した。
ドミニオン：夜想曲 (Dominion:Nocturne)
拡張セット第11弾。領主たちは夜な夜な不思議な出来事に遭遇する。新規王国カードが33種類入り。暗黒時代と同じく、カード枚数500枚の大規模なセット。
テーマは「夜」。購入フェイズの後に夜フェイズが挿入される。夜フェイズでは“夜行”カードしかプレイできないが、アクション回数の制限が無く何枚でも使える。他に、初期デッキの銅貨と入れ替えて使用する“家宝”カード、ランダムな幸運と不運をもたらす“祝福”カード・“呪詛”カードなどが登場した。
ドミニオン：ルネサンス (Dominion:Renaissance)
拡張セット第12弾。領主たちは、革命的な進歩を遂げた芸術と学問の力を手中に収める。新規王国カード25種類に加え、王国カードとは別に用意され、購入権のコストを支払うことで永続的に効果を発揮するプロジェクトカード20種類が登場。
任意のタイミングで消費して+1アクションを得ることができる“村人トークン”、プレイヤー間を行き来する“アーティファクト”が登場した。
ドミニオン：移動動物園 (Dominion:Menagerie)
拡張セット第13弾。領主たちは、更なる領土の拡大のために、動物たちの生き方から学びを得る。新規王国カード30種類、新規イベントカード20種類に加え、アクションカードの効果を置換する“習性”カード20種類が登場。
カードを一時的に山札から除外する“追放”システム、手札を1枚増やす使い切りの“馬”、プレイヤーの行動によってコストが変動するカードなどが登場した。
ドミニオン：同盟 (Dominion:Allies)
拡張セット第14弾。領主たちは蛮族と同盟を結び、支配を有利に進める。新規王国カード31種類に加え、“友好トークン”を支払うことで効果を発揮する“同盟”カード23種類が登場。
“友好トークン”は“連携”カードを使用すると獲得できる。また、「ドミニオン：帝国」の分割型山札が再登場した。今回は各山札が4種類・4枚ずつの16枚で構成される。
ドミニオン：略奪 (Dominion:Plunder)
拡張セット第15弾。領主たちは海の向こうの「より良いもの」を手に入れるために出航し、商船を襲う。新規王国カード40種類、新規イベントカード15種類など、カード枚数500枚の大規模なセット。
アクション・財宝カードに効果を追加する“特性”カード、特定の手段により獲得できるランダムな財宝カードの“戦利品”カードが登場した。
ドミニオン：旭日 (Dominion:Rising Sun)
拡張セット第16弾。領主たちは東の島々へ旅に出る。新規王国カード25種類、新規イベントカード10種類に加え、“前兆”カードが一定数使用されると全プレイヤーに効果をもたらす“予言”カード15種類が登場。
テーマは「日本と極東」。封建時代の日本を連想させるカードで構成されており、カードのイラストは日本人アーティストが多数参加した。
デッキシャッフル時にデッキの底に置かれ、手札の如くプレイできる“影”カードが登場した。また、「ドミニオン：帝国」の“負債”カードが再登場した。

### 第二版
基本セット及び拡張セットのカード内容を調整しリメイクした第二版が順次発売されている。
ドミニオン：第二版 (Dominion:Second Edition)
「基本セット」のリメイク作品。旧版から6種類の王国カードが削除され、新たに7種類の王国カードが追加された（全26種類）。従来のカードにも細微なテキスト変更が加えられた。
ドミニオン：陰謀 第二版 (Dominion:Intrigue Second Edition)
旧版から6種類の王国カードが削除され、新たに7種類の王国カードが追加された（全26種類）。旧版とは異なり、基本カードは入っておらず、別途必要となる。
ドミニオン：海辺 第二版 (Dominion:Seaside Second Edition)
旧版から8種類の王国カードが削除され、新たに9種類の王国カードが追加された（全27種類）。
ドミニオン：繁栄 第二版 (Dominion:Prosperity Second Edition)
旧版から9種類の王国カードが削除され、新たに9種類の王国カードが追加された（全25種類）。
ドミニオン：収穫祭&ギルド 第二版 (Dominion:Cornucopia and Guilds Second Edition)
日本では未発売。旧版から8種類の王国カードが削除され、新たに8種類の王国カードが追加された（全26種類）。「馬上槍試合」にて獲得できる“褒賞”カードは、「一騎打ち」にて獲得できる“リワード”カードに変更された。
ドミニオン：異郷 第二版 (Dominion:Hinterlands Second Edition)
旧版から9種類の王国カードが削除され、新たに9種類の王国カードが追加された（全26種類）。

## 受賞歴
- アラカルト・カードゲーム賞 (Fairplay：À la carte Preis 2009) 1位
- ドイツゲーム大賞2009 (Deutsche Spiele Preis 2009) 大賞
- ドイツ年間ゲーム大賞 (Spiel des Jahres 2009) 大賞
- ダイアナ・ジョーンズ賞2009 (Diana Jones Award) 受賞
- J.U.G賞（JogoEu User's Game／ポルトガル）受賞
- オーストリアゲーム賞2009 (Spiel der Spiele) フレンドゲーム部門賞
- 第35回オリジンズ・ゲームフェア (Origins Game Fair) 年間最優秀カードゲーム賞
- ミープルチョイス賞 (Meeples' Choice Award) 大賞
- メンサ・セレクト (the Mensa Select winners for 2009) 選出

## イベント
2011年10月22日、ドイツのエッセン国際ゲーム祭「シュピール」内にて第1回ドミニオン世界選手権が開催され、日本代表が優勝した。世界選手権においては、2017年開催の第7回までで、日本代表選手が4回の優勝を果たしている。

## ライセンス展開
ホビージャパンから、『ドミニオン』のゲームシステムに、他作品の世界観やキャラクターを盛り込んだ製品が発売されていた。これらの作品に用いられるカードは、効果は本家『ドミニオン』と同じで名称を変えたものだが、セットごとのカードの組み合わせ方は独自のものとなっていた。
- 『東方祀爭録』（東方ドミニオン / 2011年3月）- 東方Projectの世界観を反映した。拡張セットは5バージョン発売された。
- ドミニオンキャラクターズ
  - Vol.1『ニトロプラスカードマスターズ』(2011年12月) - ニトロプラスの作品のキャラクターが登場。拡張セットは4バージョン発売された。
  - Vol.2『真剣で私に恋しなさい!D』(2012年4月)
  - Vol.3『日本一ソフトウェアオールスターズ』(2013年7月)
  - Vol.4『世界樹の迷宮DOMINION』(2014年3月)